# Ricky Jacobs
Ricky Jacobs (Colorado Springs, 17 novembre 1990) è un ex giocatore di football americano statunitense, che ha giocato come linebacker.
Dopo aver giocato per due diverse squadre universitarie è passato ai finlandesi Vantaan TAFT.

## Palmarès
- 1 Rautamalja (Vantaan TAFT: 2021)